# Kalvarienbergkapelle (Altomünster)

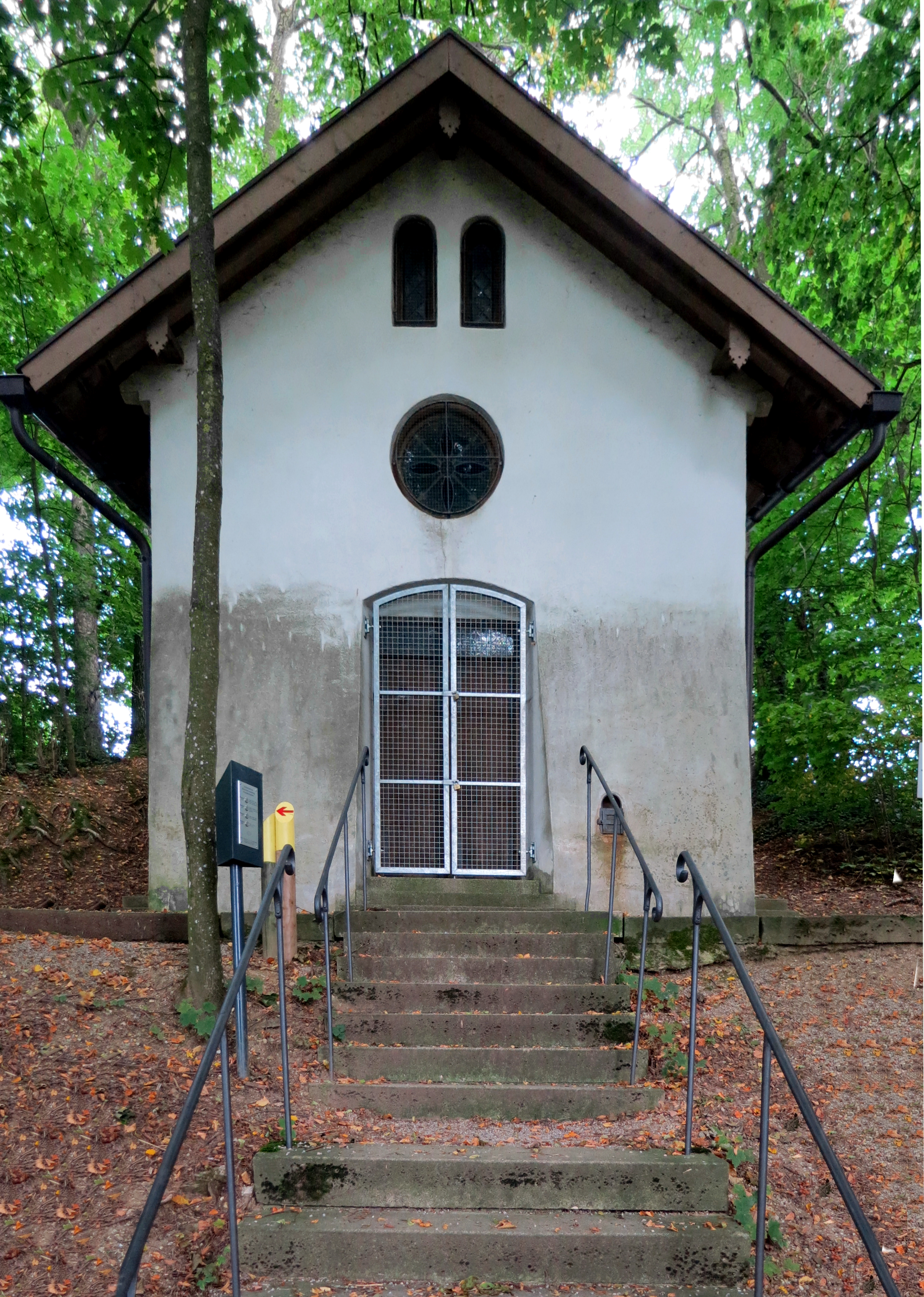
Kalvarienbergkapelle

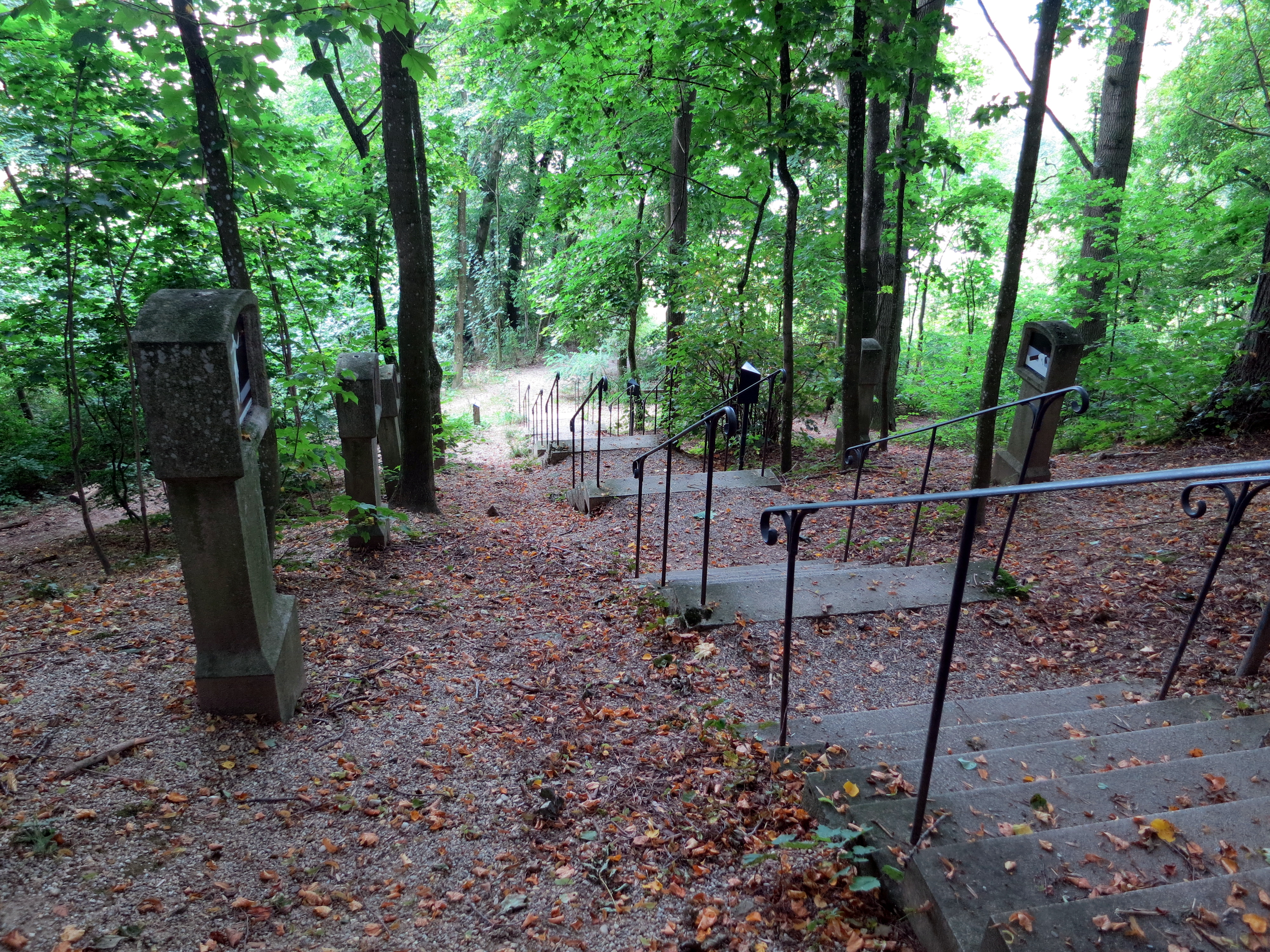
Treppenaufgang mit Kreuzwegstationen

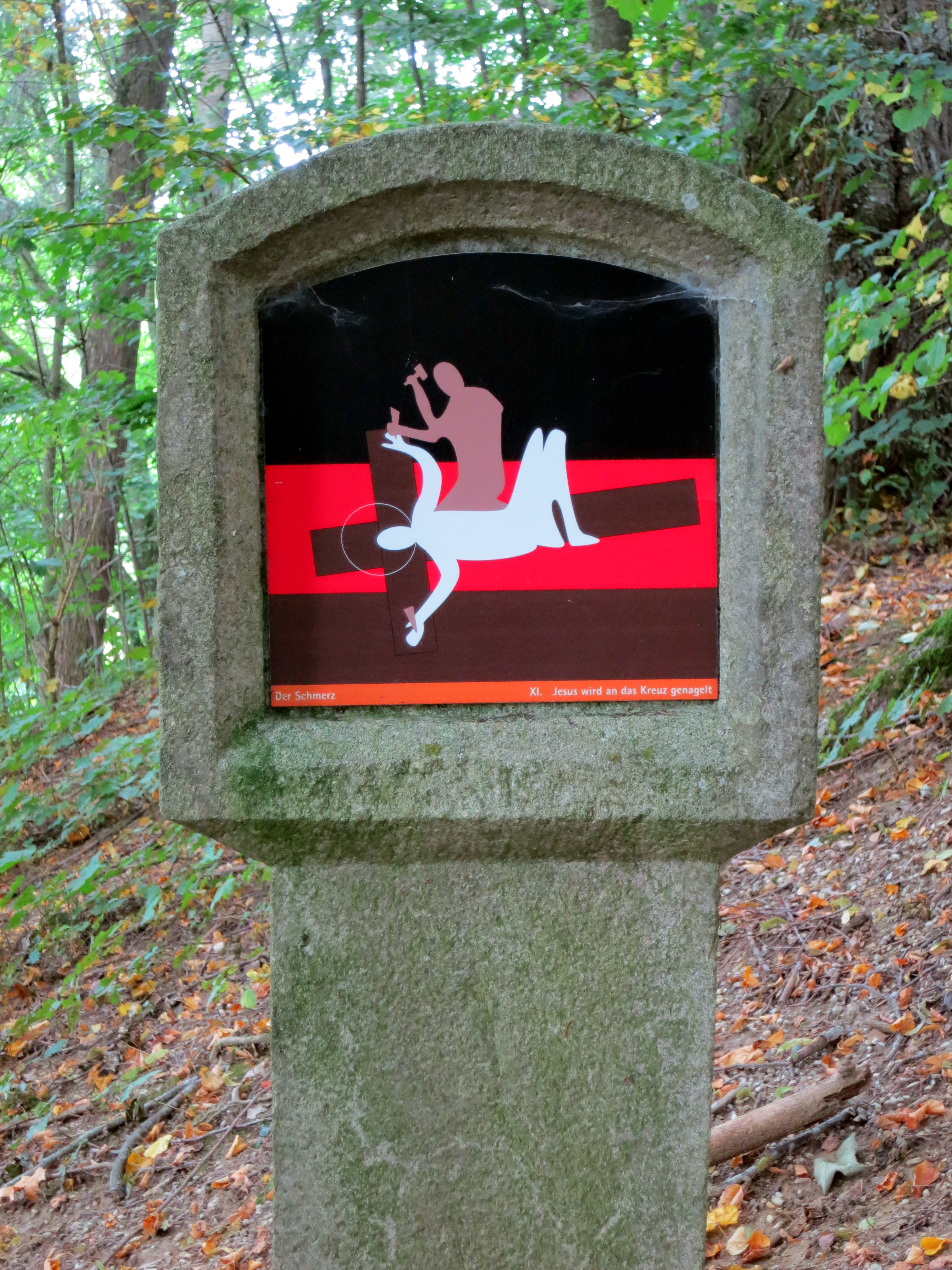
Kreuzwegstation: Jesus wird ans Kreuz genagelt.

Die Kalvarienbergkapelle liegt auf einem steilen Hügel östlich des Marktortes Altomünster im Landkreis Dachau (Bayern). Es ist das einzige Gotteshaus im Landkreis Dachau mit einer „Heiligen Stiege“. Sie stellt zusammen mit den Kreuzwegstationen ein denkmalgeschütztes Baudenkmal dar. 

## Geschichte
Die Kalvarienkapelle steht auf dem sogenannten Dismasberg, zwischen Altomünster und Hohenried. Sie wurde 1694 vom Birgittenorden in Altomünster errichtet. Im 19. Jahrhundert wurde die ursprünglich im Freien befindliche „Heilige Stiege“ durch einen Anbau in die Kapelle einbezogen. Die Säulen der 12 Kreuzwegstationen beiderseits der Treppe, die zur Kapelle führt, bekamen 2005 neue farbige Bilder, die der Landsberger Künstler Claus Hager in Anlehnung an die abendländisch-christliche Farbsymbolik gestaltete. An Karfreitagen ist die Kapelle traditionell das Ziel der gläubigen Christen aus der Pfarrei Altomünster.